# 召喚夜響曲 鑄劍物語 ～起源之石～
《召喚夜響曲 鑄劍物語 ～起源之石～》是一款在GBA上发行的动作类角色扮演类游戏。《召喚夜響曲》系列遊戲的一部分，也是 《召喚夜響曲 鑄劍物語2》的續集。

## 登場人物
莉芙．莫妮卡（CV：清水愛）
故事中的女主人公。喜歡的顏色是粉色。
利奇．伯里恩（CV：相田さやか）
故事中的男主人公。
露菲兒（CV：能登麻美子）
幻獸界・梅伊特露帕來的召喚獸。性格雖然膽小但卻常常逞強。是個妹妹。一開始因為不完全召喚而失去變身能力。
能力值平均，魔力值稍低。
選擇她做為護衛獸時、鍛治拳套時較容易出現優良品質。
奇魯菲斯（CV：齋賀光希）
主人公的搭檔，靈屬性召喚獸
因為不完全召喚的關係，變成了孩子的身姿。
元次（CV：島田敏）
主人公的搭檔，鬼屬性召喚獸
普通的貓，活了100年變成貓又，再活100年變成一種叫虎的妖怪
因為不完全召喚的關係，變成了孩子的身姿。
蘭托爾（CV：石井康嗣）
主人公的搭檔，機械屬性召喚獸
搭載了變形功能的據點防衛用兵器。
繆諾（CV：田中理恵）
離開村落家鄉的少女，旅行的途中偶然走到主人公住的村子。
不太打開心房、不過，原因在於她必須離開村落的某個事件的原因‥
维伊(V.E)（CV：篠原恵美）
主人公的師父。
平素，有幹勁。不過，只要一燃燒起來誰都無法制止。人類召喚獸，主要使用斧頭。
傑德（CV：宮野真守）
提耶（CV：真田麻美）
路途中遇到的旅館女兒。
主要使用弓箭。
雷米（CV：入野自由）
主人公的對手性存在，對主人的態度冷淡。
比起群聚的事，還比較喜歡單獨行動…
阿尼斯（CV：小林沙苗）
盯上繆諾的刺客一人，能夠操縱強大力量召喚獸「マグドラド」的少女。

## 外部連結
- （日語）遊戲官方網站